# Gamasomorpha camelina
Gamasomorpha camelina är en spindelart som beskrevs av Simon 1893. Gamasomorpha camelina ingår i släktet Gamasomorpha och familjen dansspindlar.
Artens utbredningsområde är Singapore. Inga underarter finns listade i Catalogue of Life.